# Zoé Wadoux
Zoé Wadoux (ur. 7 stycznia 2001) – francuska koszykarka grająca na pozycji rzucającej, od 2023 zawodniczka MB Zagłębia Sosnowiec. 
W sezonie 2022/2023 była zawodniczką polskiego klubu Basket Ligi Kobiet – AZS AJP Gorzów Wielkopolski.

## Osiągnięcia
Stan na 16 marca 2024, na podstawie, o ile nie zaznaczono inaczej.

### Drużynowe
- Brązowa medalistka mistrzostw Polski (2023)[3]
- Finalistka Pucharu Polski (2023)[4]

### Indywidualne
- Zaliczona do I składu kolejki OBLK (1, 14 – 2023/2024)[5][6]

### Reprezentacja
Młodzieżowe
- Mistrzyni Europy U–16 (2017)
- Srebrna medalistka Wicemistrzyni świata U–17 (2018)
- Brązowa medalistka mistrzostw Europy U–16 (2016)
- Uczestniczka rozgrywek FIBA U20 Women's European Challengers (2021)